# Ludwig von Lebzeltern
Ludwig von Lebzeltern (Lisbona, 20 ottobre 1774 – Napoli, 18 gennaio 1854) è stato un diplomatico austriaco.

## Biografia
Gli antenati di Ludwig von Lebzeltern vennero nobilitati durante il regno dell'imperatore Rodolfo II del Sacro Romano Impero. Il padre di Ludwig, il barone Adam de Lebzeltern (1735–1818), fu a lungo ambasciatore austriaco in Portogallo e per questo suo figlio nacque in quella terra nel 1774. La madre di Ludwig era Isabelle d'Arno Courville, di famiglia francese emigrata successivamente in Spagna. Secondo alcune fonti, Ludwig sarebbe stato un fratellastro del cancelliere e ministro degli Esteri Karl Robert von Nesselrode, il cui padre biologico gli storici sospettano sia stato proprio il diplomatico Adam von Lebzeltern.
Ludwig venne introdotto dal suo stesso padre alla carriera diplomatica presso la corte di Lisbona. All'età di diciassette anni era già impiegato presso l'ufficio della legazione austriaca a Lisbona. Nel 1798 divenne segretario d'ambasciata a Madrid, e quando fu chiamato per la prima volta a Roma, dal 1801 lavorò per cinque anni come segretario dell'ambasciatore imperiale presso la Santa Sede. Tra lui e Pio VII si sviluppò una profonda amicizia. Nel 1809 conobbe personalmente il cancelliere Metternich, dal quale ricevette il delicato compito di risolvere per via diplomatica le difficoltà del matrimonio tra Maria Luisa d'Asburgo-Lorena e Napoleone Bonaparte. Gli venne quindi destinata la sede diplomatica della Russia, dove risultò fondamentale nella creazione dell'alleanza austro-russa. Dal 1810 al 1813 venne nominato segretario del conte Metternich.
Nel 1813-14 fu impegnato in Svizzera, a Zurigo, ed insieme all'inviato russo Ioannis Kapodistrias, tentò di ottenere che la Confederazione Elvetica si unisse in un'alleanza contro Napoleone, ma questa si mantenne comunque sulla linea della neutralità. Tuttavia, quello che von Lebzeltern riuscì a ottenere fu la possibilità di attraversare il territorio svizzero per far compiere all'esercito austriaco una marcia da Basilea verso la Francia. Nel 1814 tornò in Italia e fu per breve tempo ambasciatore presso la Santa Sede con l'appoggio di Pio VII, ma dal 1816 venne inviato a San Pietroburgo. Nel 1823 sposò la contessa Zenaida, la figlia maggiore del conte Ivan Stepanowitc Lawal.
Durante il suo soggiorno in Russia, Felix zu Schwarzenberg gli venne assegnato come addetto d'ambasciata. Nel tumulto dopo la morte dello zar Alessandro I di Russia nel dicembre 1825, concesse a suo cognato Sergei Petrovich Trubezkoi asilo presso l'ambasciata austriaca, fatto che però pose fine alla sua carriera diplomatica. Metternich tentò di ricollocare il suo favorito come ambasciatore presso la Santa Sede, ma papa Leone XII lo rifiutò. Per i medesimi motivi perse la medesima posizione a Londra. La sua ultima attività diplomatica fu quella di inviato a Napoli dal 1830 al 1843. In questo suo nuovo impiego, fu però costantemente alle prese con l'ostilità di Ferdinando II. Si stabilì a Napoli anche dopo il pensionamento ed ivi morì.